# FFH-Gebiet Gebiet der Oberen Eider incl. Seen
Das FFH-Gebiet Gebiet der Oberen Eider incl. Seen ist ein NATURA 2000-Schutzgebiet in Schleswig-Holstein im Kreis Plön mit den Gemeinden Warnau, Kirchbarkau, Bothkamp, im Kreis Rendsburg-Eckernförde in den Gemeinden Bissee, Groß Buchwald, Brügge, Wattenbek, Reesdorf, Schmalstede, Techelsdorf, Grevenkrug, Böhnhusen, Blumenthal, Flintbek, Rumohr, Molfsee, Mielkendorf, Achterwehr, Rodenbek, Westensee, Schierensee, Felde und Krummwisch sowie die kreisfreie Stadt Kiel. Es liegt in der kontinentalen biogeografischen Region und in der Naturräumlichen Haupteinheit Schleswig-Holsteinisches Hügelland, in der schutzwürdigen Landschaft Eider-Moränengebiet. Das FFH-Gebiet ist ebenfalls Teil der Landschaft Westensee und Oberes Eidertal, die vom Bundesamt für Naturschutz (BfN) zu den bedeutsamen Landschaften in Deutschland gezählt wird.
Es hat eine Fläche von 2502 ha. Die größte Ausdehnung liegt in Nordwestrichtung und beträgt 23,2 km. Der höchste Punkt im FFH-Gebiet liegt mit 52,1 m über NN in einem bewaldeten Endmoränengebiet, dem Grevenkruger Rücken östlich der L 318. Der niedrigste Bereich mit 7 m über NN liegt am Nordrand des FFH-Gebietes.

## Beschreibung
Das FFH-Gebiet umfasst ein durch den Lauf der Eider zusammenhängendes Gebiet vom Quellgebiet der Eider im Süden bis zum Beginn des Achterwehrer Schifffahrtskanals in Achterwehr im Norden, lediglich durch die Zufahrt zum Gut Bothkamp und den Mühlenteich in Steinfurth für wenige Meter unterbrochen.
Zum FFH-Gebiet gehört ein 30,4 ha großes Areal 2,5 km nordwestlich des Nordendes des Hauptgebietes in der Gemeinde Krummwisch. Es ist ein mit Mischwald bestandenes hügeliges Endmoränengebiet mit einer höchsten Erhebung von 38,7 m über NN im Norden und einem tiefsten Bereich von 16 m über NN an seiner Südspitze. Es beinhaltet einen Ölbunker der Wehrmacht bei Jägerslust. Dessen unterirdische Gänge sind der Lebensräum mehrerer Fledermausarten.
Das FFH-Gebiet beginnt im Süden in einem Niederungsgebiet des Fließgewässers Vorfluter Warnau 700 m westlich der Wohnbebauung der Gemeinde Warnau und östlich des Fließgewässers Dosenbek im Bereich des Wasser- und Bodenverbandes Bothkamper See. Die Warnau mündet in die Dosenbek kurz vor deren Mündung in den Hochfelder See. Die Doesenbek durchfließt den Hochfelder See und mündet nach 1,2 km in den Bothkamper See. Zum FFH-Gebiet gehören neben dem Hochfelder See und dem Bothkamper See noch der benachbarte Lütjensee, dessen Ausfluss ebenfalls kurz vor dem Bothkamper See in die Dosenbek mündet. Am Südende des Bothkamper Sees befindet sich östlich der Ortschaft Bissee dessen Ablauf, der ab hier Eider genannt wird.
Von hier ab bildet die Eider mit ihren Uferauen auf 8,5 km das FFH-Gebiet bis zur Gemeinde Reesdorf bei Bordesholm. Nach der Unterquerung der Eisenbahnstrecke Neumünster–Kiel durch die Eider verbreitert sich das FFH-Gebiet entlang des Laufes der Eider Richtung Norden zwischen der Bahnlinie im Osten und der Landesstraße L 318 im Westen bis auf 1,3 km kurz vor der Ortschaft Großflintbek. Hinter Molfsee und Kleinflintbek weitet sich das Eidertal wieder auf bis zu 900 m auf der Höhe des westlich gelegenen Freilichtmuseums Molfsee. Hier gehören auch die mehrheitlich bewaldeten Steilhänge der Endmoränen westlich der Eisenbahnlinie Neumünster–Kiel zum FFH-Gebiet. Kurz vor der Unterquerung der L 318 durch die Eider mündet das Fließgewässer Würbek in die Eider. Nach weiteren 850 m mündet die Eider in den Schulensee. Im Nordwesten des Sees verlässt die Eider den Schulensee Richtung Westen und durchquert das Wohngebiet des Ortes Schulensee.
Kurz vor der Bundesautobahn A 215 weitet sich das FFH-Gebiet nach Norden in eine 29 ha große von Nord nach Süd abfallende Grünlandfläche. Es ist die Spitze einer Endmoräne. Westlich der Autobahn passiert die Eider den Nordrand der Wohnbebauung des Ortes Mielkendorf. Danach ist der Fluss bis zum Wehr der Steinfurther Mühle auf 15 m Breite aufgestaut.
Hinter dem Stauwehr verzweigt sich das FFH-Gebiet zum einen beidseitig der Hansdorfer Au nach Nordosten bis zum Hansdorfer See und seiner Umgebung, zum anderen mit der Eider nach Südwesten in den Westensee. Zum FFH-Gebiet gehört neben dem Westensee mit seiner Umgebung auch der nördlich des Westensees gelegene Ahrensee und der mit dem Westensee durch einen Durchstich verbundene westlich gelegene Bossee. Die Eider verlässt den Westensee nach Norden. Nach 2 km endet das FFH-Gebiet an der Brücke der L 48 über die Eider in Achterwehr.
Knapp ein Drittel der Fläche des FFH-Gebietes besteht aus stehenden und fließenden Gewässern, ein weiteres knappes Drittel besteht aus Mooren, Sümpfen und feuchtem Uferbewuchs der Gewässer. Das letzte Drittel teilt sich in Nadelwald, Laubwald und Grünland sowie sonstige Ackerflächen, siehe Diagramm 1.

## FFH-Gebietsgeschichte und Naturschutzumgebung

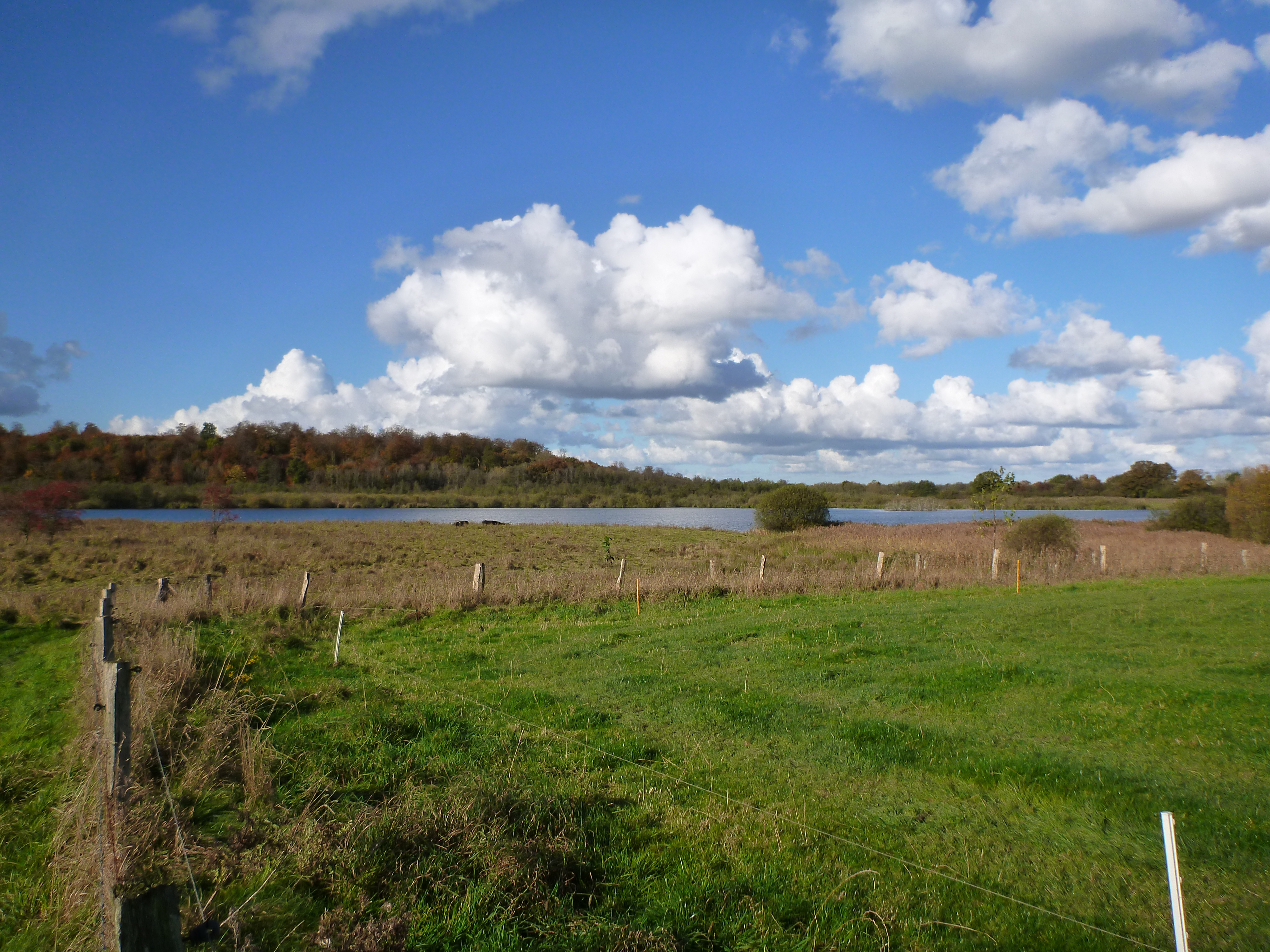
Hochfelder See im Quellgebiet der Eider

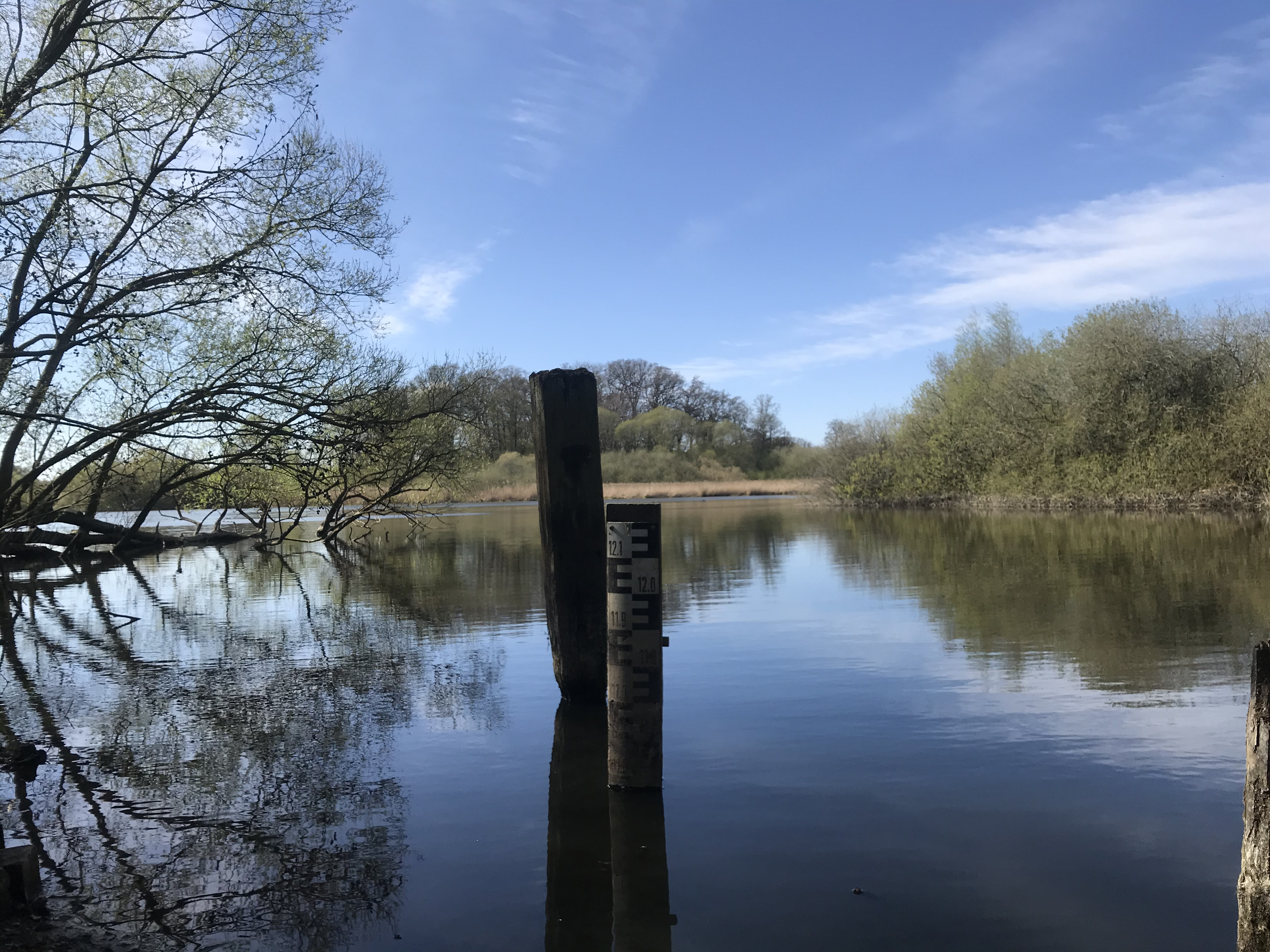
Eider durchquert den Schulensee

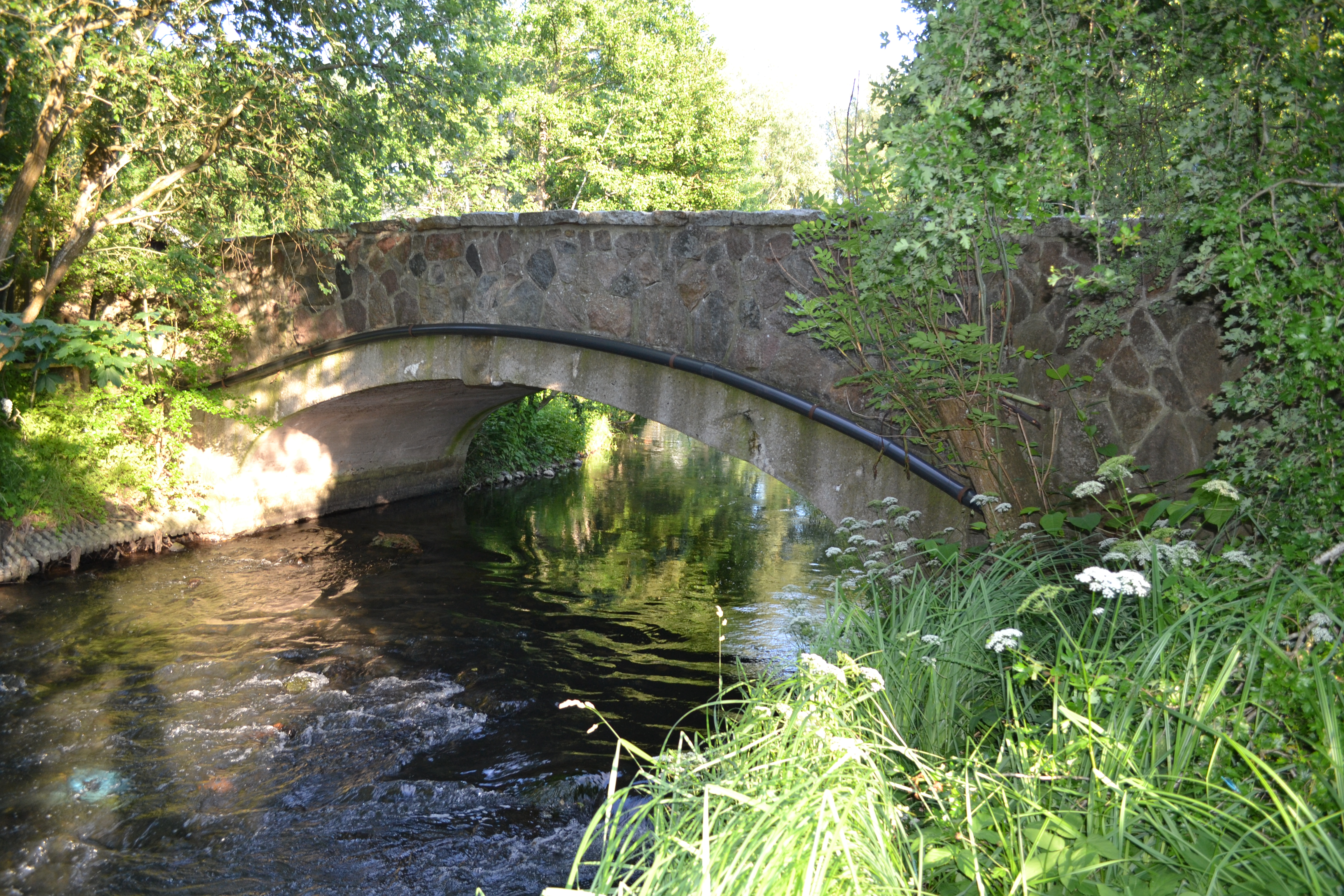
Eider unterquert den Steinfurter Mühlenweg

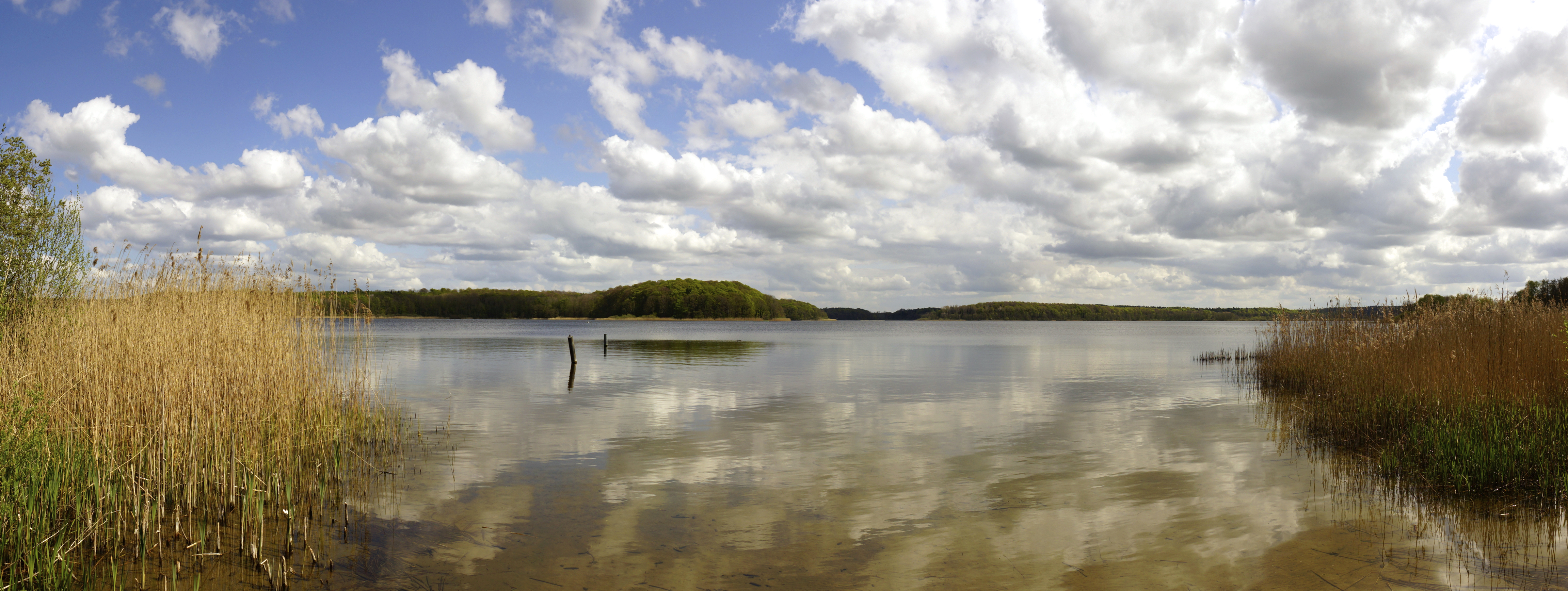
Eider durchfließt den Westensse

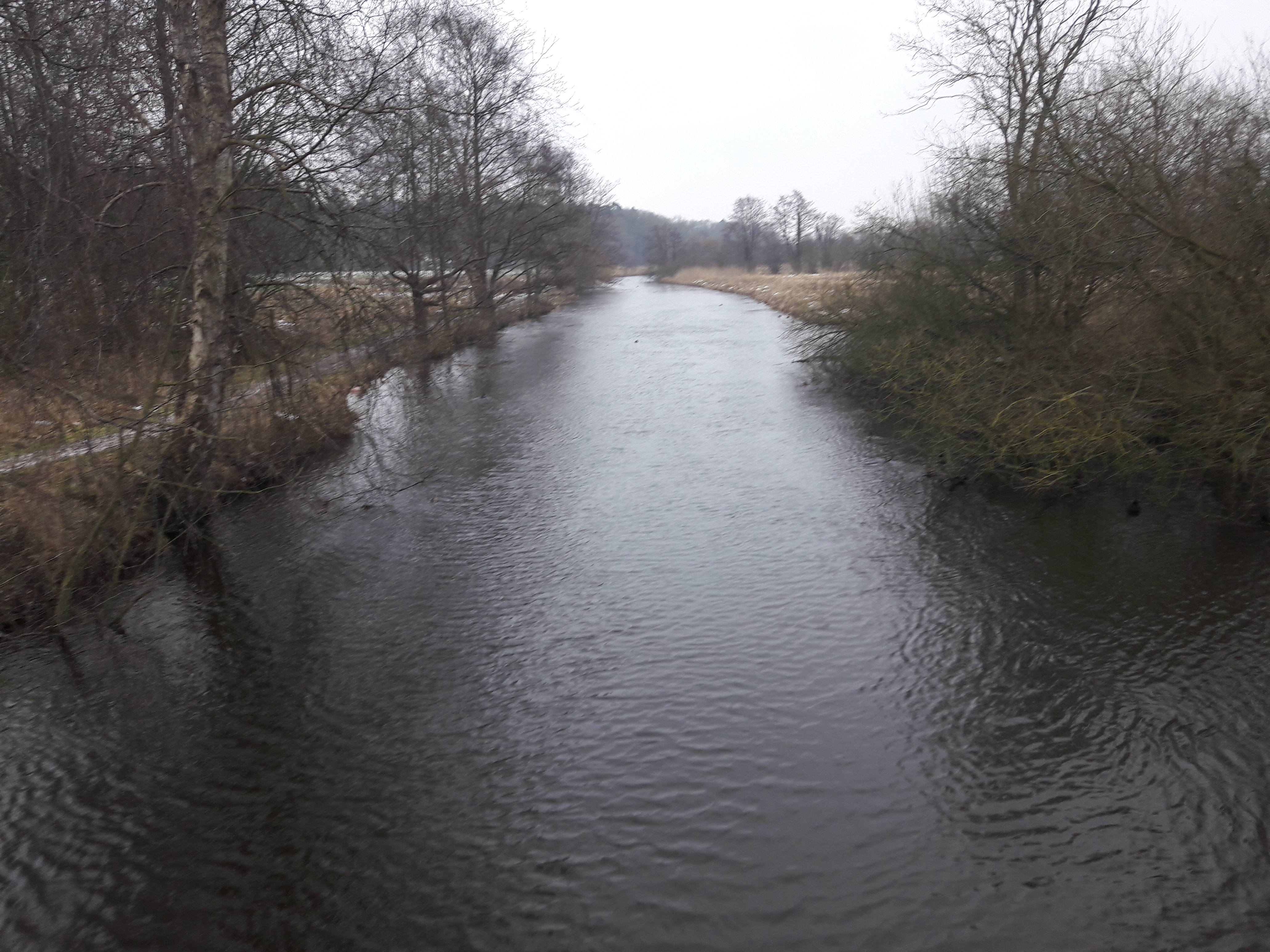
Eider vor Achterwehr

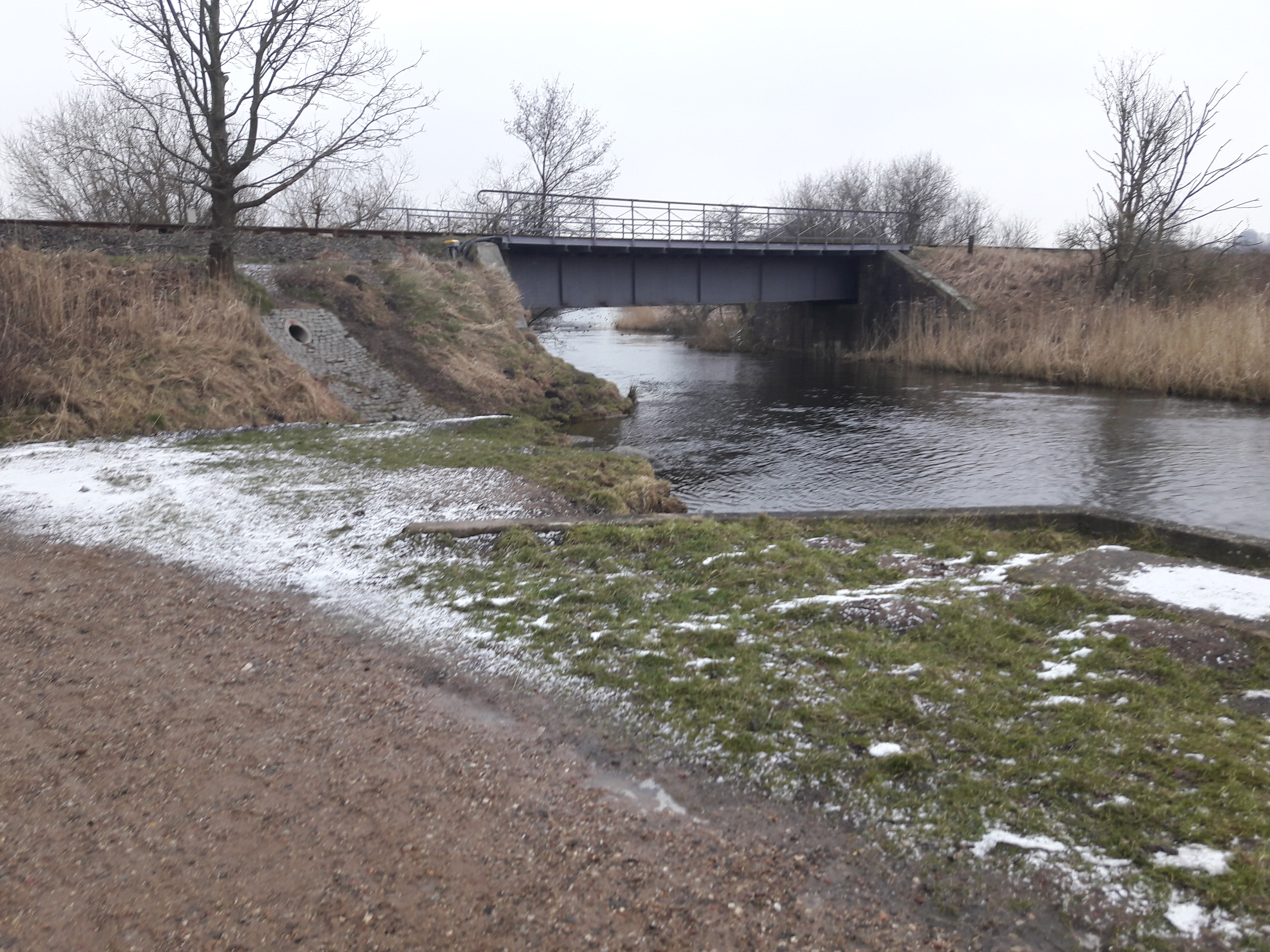
Bahn überquert die Eider vor Achterwehr

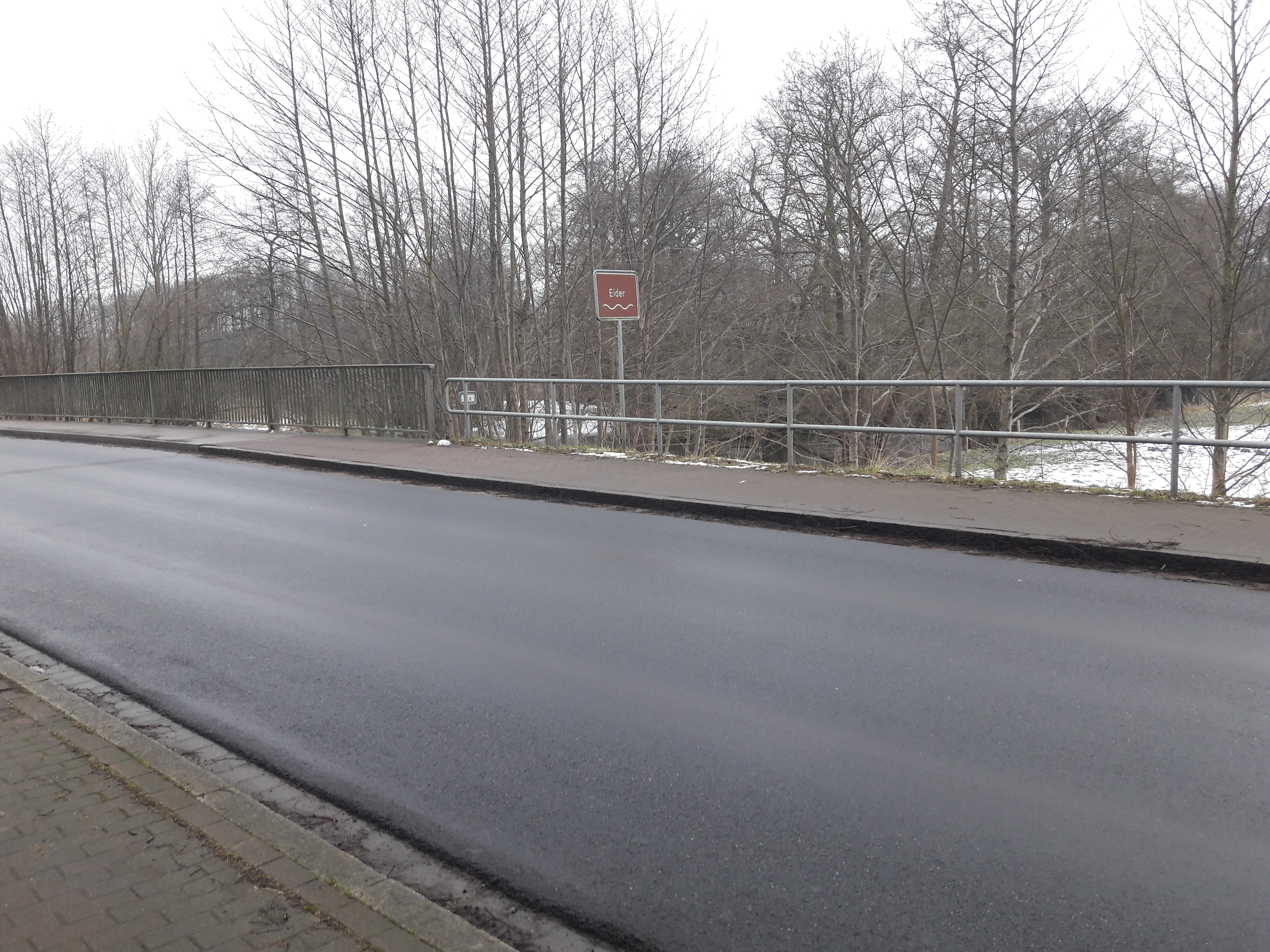
Eider verlässt das FFH-Gebiet bei Achterwehr

Der NATURA 2000-Standard-Datenbogen (SDB) für dieses FFH-Gebiet wurde im Februar 2006 vom Landesamt für Landwirtschaft, Umwelt und ländliche Räume (LLUR) des Landes Schleswig-Holstein erstellt, im September 2004 als Gebiet von gemeinschaftlicher Bedeutung (GGB) vorgeschlagen, im November 2011 von der EU als GGB bestätigt und im Januar 2010 national nach § 32 Absatz 2 bis 4 BNatSchG in Verbindung mit § 23 LNatSchG als besonderes Erhaltungsgebiet (BEG) ausgewiesen. Der SDB wurde zuletzt im Mai 2019 aktualisiert. Wegen der Gebietsgröße und der hohen Anzahl von beteiligten Eigentümern und Gemeinden wurden mehrere teilgebietsbezogene Managementpläne erstellt:
- Teilgebiet Eidertal, erstellt am 22. Dezember 2017[12]
- Teilgebiet Bissee bis Reesdorf, erstellt am 1. Februar 2019[13]
- Teilgebiet Bothkamper See, erstellt am 8. Februar 2018[14]
- Teilgebiet Flächen der SHLF, erstellt am 1. Oktober 2013[15]

### Managementplan Teilgebiet Eidertal
Der Managementplan Teilgebiet Eidertal behandelt den Flussverlauf der oberen Eider von deren Ausgang am Bothkamper See im Süden bis zum nördlichen Ende des FFH-Gebietes in Achterwehr. Zu diesem Gesamtmanagementplan des Flussverlaufes der oberen Eider sollen noch weitere Teilmanagementpläne erstellt werden. Mit Stand Januar 2022 war nur der Teilmanagementplan Teilgebiet Bissee bis Reesdorf veröffentlicht worden. Die Teilmanagementpläne Reesdorf bis Flintbek, Flintbek bis Steinfurther Mühle und Steinfurther Mühle bis Achterwehr stehen noch aus.
Innerhalb des FFH-Gebietes befinden sich die Schwerpunktbereiche Nr. 413, 414, 415 und 425 des landesweiten Biotopverbundsystems.

### Managementplan Teilgebiet Bissee bis Reesdorf
Der Managementplan Teilgebiet Bissee bis Reesdorf behandelt ausschließlich den auch schon im Managementplan Eidertal behandelten Bereich des Eiderverlaufs zwischen dem Bothkamper See bei Bissee und der Unterquerung der Eisenbahnlinie Neumünster–Kiel bei Reesdorf. Dieser Teil des FFH-Gebietes besteht nur aus dem Flussverlauf der Eider mit einem beidseitigen Uferstreifen. Die größte FFH-Gebietsbreite beträgt in diesem Abschnitt 200 m.

### Managementplan Teilgebiet Bothkamper See
Der Managementplan Teilgebiet Bothkamper See umfasst die Flächen Bothkamper See, Hochfelder See, Lütjensee und deren Umgebung.

### Managementplan Flächen der SHLF
Dies ist der älteste Managementplan in diesem FFH-Gebiet. Er behandelt ausschließlich die beiden Waldgebiete zwischen Blumenthal und Techelsdorf.

### Gebietsbetreuung
Mit der Betreuung des FFH-Gebietes Gebiet der Oberen Eider incl. Seen hat das Landesamt für Landwirtschaft, Umwelt und ländliche Räume des Landes Schleswig-Holstein (LLUR) gem. § 20 LNatSchG den Bund für Umwelt und Naturschutz Deutschland, Landesverband Schleswig-Holstein e.V. beauftragt. Dies gilt allerdings nur für den Teilbereich westlicher Westensee und Hansdorfer See.

### Naturschutzumgebung
Durch die Weitläufigkeit des FFH-Gebietes überschneidet es sich mit mehreren Natur-, Vogel- und Landschaftsschutzgebieten.
In den 1990er Jahren wurde vom Umweltamt Kiel ein Naturschutzprojekt namens „Weidelandschaft Eidertal“ entworfen, das unter anderem aus EU-Mitteln gefördert und durch die Christian-Albrechts-Universität (CAU) zu Kiel wissenschaftlich begleitet wurde. Gegenstand war die Entwicklung des Eidertals zwischen Reesdorf und Flintbek zu einer Modellregion für angewandten Naturschutz. Projektträger war der Wasser- und Bodenverband Obere Eider, der 235 ha Weideland an der Eider aufkaufte oder pachtete und dort Galloway-, Heckrinder, Koniks zur extensiven Beweidung einsetzte.

#### Naturschutzgebiete (NSG)
Das Südende des FFH-Gebietes beinhaltet vollständig das am 13. Dezember 1990 gegründete Naturschutzgebiet Lütjensee und Hochfelder See südöstlich Gut Bothkamp. Mit der Betreuung dieses Naturschutzgebietes hat das Landesamt für Landwirtschaft, Umwelt und ländliche Räume des Landes Schleswig-Holstein (LLUR) gem. § 20 LNatSchG den Bund für Umwelt und Naturschutz Deutschland, Landesverband Schleswig-Holstein e.V. betraut. Bei Schulensee und im Stadtgebiet von Kiel liegt das am 31. Juli 1986 gegründete Naturschutzgebiet Schulensee und Umgebung vollständig im FFH-Gebiet. Ebenfalls vollständig im FFH-Gebiet liegt am Nordende das am 22. Dezember 1982 gegründete Naturschutzgebiet Ahrensee und nordöstlicher Westensee. Mit der Betreuung dieses Naturschutzgebietes hat das Landesamt für Landwirtschaft, Umwelt und ländliche Räume des Landes Schleswig-Holstein (LLUR) gem. § 20 LNatSchG den Bund für Umwelt und Naturschutz Deutschland, Landesverband Schleswig-Holstein e.V. beauftragt.

#### Vogelschutzgebiete
Das Naturschutzgebiet Ahrensee und nordöstlicher Westensee ist flächenmäßig identisch mit dem Europäischen Vogelschutzgebiet DE-1725-401 „NSG Ahrensee und nordöstlicher Westensee“ und liegt vollständig im FFH-Gebiet.

#### Landschaftsschutzgebiete (LSG)
Der südliche Teil des FFH-Gebietes bis zur ersten Unterquerung der L 49 durch die Eider in Brüggen liegt vollständig im am 20. Dezember 1996 geschaffenem Landschaftsschutzgebiet Tal der Drögen Eider und Eidertal. Etwa 2,1 km flussabwärts beginnt das am 14. März 2006 gegründete Landschaftsschutzgebiet Landschaft der Oberen Eider. Dieses endet an der Kreisstraße K 32 kurz vor der Steinfelder Mühle. Dort beginnt das am 17. März 2004 gegründete Landschaftsschutzgebiet Westenseelandschaft. In beiden Landschaftsschutzgebieten liegt der restliche Teil des FFH-Gebietes Gebiet der Oberen Eider incl. Seen. Lediglich die Exklave des Ölbunkers bei Jägerslust liegt in keinem LSG.

#### Naturparks
Der nördliche Teil des FFH-Gebietes östlich der Bundesautobahn A 215 bis kurz vor Achterwehr ist Teil des Naturparks Westensee.

#### Geotope
Im Eidertal zwischen Reesdorf und Großflintbek befinden sich mehrere gesetzlich geschützte Geotope:
- Tu 010 Eidertal (Eiszeitliches Gletschertunneltal)
- Mr 009 Kesselmoor Eidertal
- Mr 010 Verlandungsniedermoor Eidertal

#### Archäologische Bodendenkmäler
Das FFH-Gebiet enthält einige archäologische Bodendenkmäler:
| Bodendenkmal-Nummer | Bezeichnung                        | Lage                        |
| ------------------- | ---------------------------------- | --------------------------- |
| aKD-ALSH-003139     | Großsteingrab (Langbett/Langhügel) | 54° 12′ 57″ N, 10° 1′ 30″ O |
| aKD-ALSH-003140     | Großsteingrab (Rundhügel)          | 54° 12′ 57″ N, 10° 1′ 31″ O |
| aKD-ALSH-003141     | Grabhügel                          | 54° 13′ 8″ N, 10° 1′ 26″ O  |
| aKD-ALSH-003093     | Abschnittsburg                     | 54° 14′ 31″ N, 10° 3′ 2″ O  |
| aKD-ALSH-002922     | Turmhügelburg (Motte)              | 54° 18′ 6″ N, 9° 57′ 47″ O  |

### Öffentlichkeitsarbeit

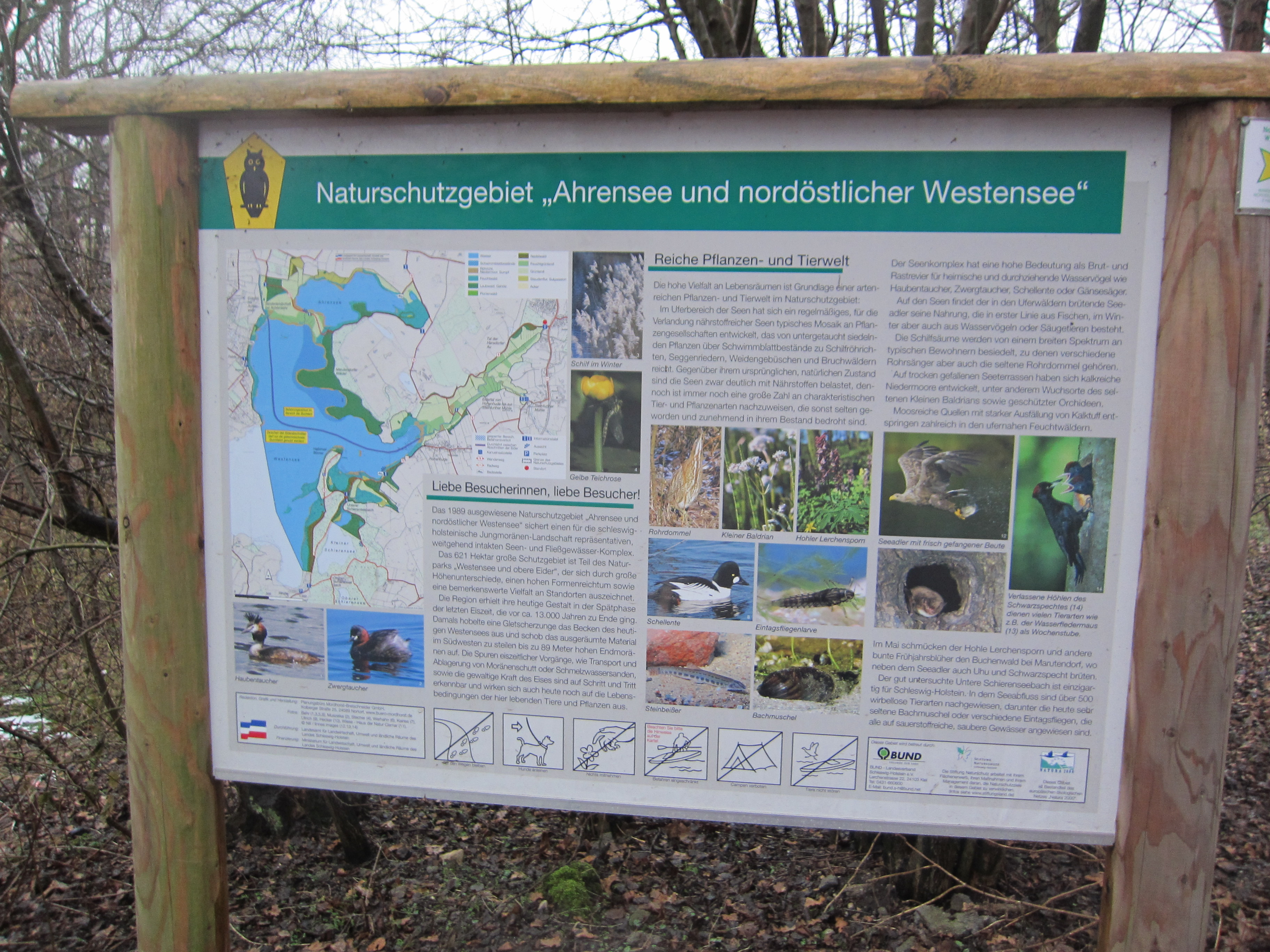
BIS-Infotafel im FFH-Gebiet Gebiet der Oberen Eider incl. Seen

Das LLUR hat für das FFH-Gebiet Gebiet der Oberen Eider incl. Seen im November 2010 ein BIS-Faltblatt des Besucher-Informationssystems des Landes Schleswig Holstein (BIS) in digitaler Form veröffentlicht. Dort wird die Geschichte, Geologie, Flora und Fauna, sowie die Möglichkeiten das Gebiet der Oberen Eider zu besuchen, auf 24 Seiten ausführlich beschrieben. Für das im FFH-Gebiet liegende Naturschutzgebiet Lütjensee und Hochfelder See südöstlich Gut Bothkamp hat das LLUR im September 2009 ebenfalls ein BIS-Faltblatt herausgebracht. Für das ebenfalls im FFH-Gebiet liegende Naturschutzgebiet Schulensee und Umgebung hat die Stadt Kiel im September 2018 ein Info-Faltblatt veröffentlicht. An vielen Stellen im FFH-Gebiet, insbesondere in den Naturschutzgebieten, sind BIS-Infotafeln des LLUR aufgestellt.

## FFH-Erhaltungsgegenstand

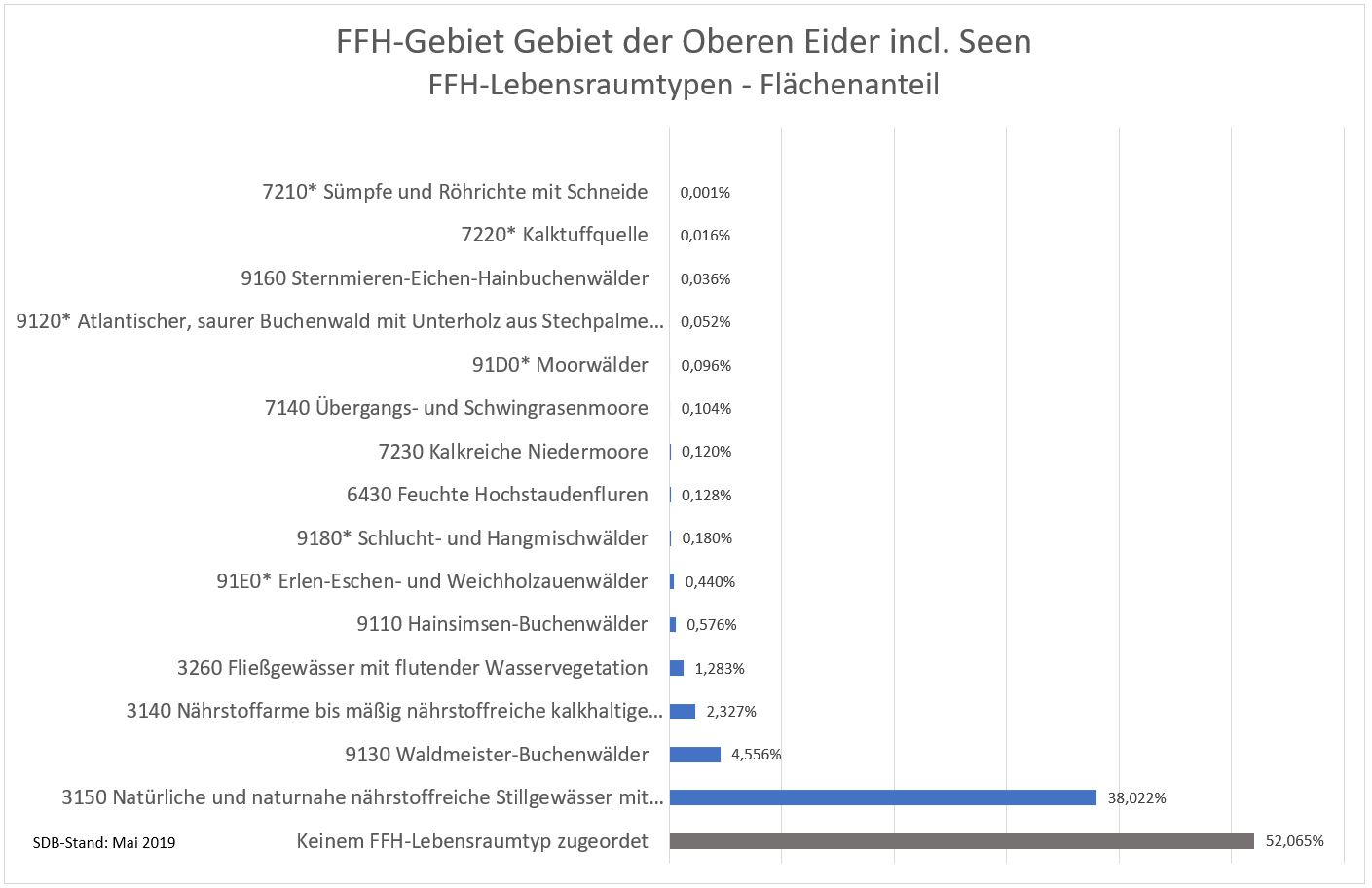
Diagramm 2: LRT im FFH-Gebiet - Flächenanteil

Laut Standard-Datenbogen vom Mai 2019 sind folgende FFH-Lebensraumtypen für das Gesamtgebiet als FFH-Erhaltungsgegenstände mit den entsprechenden Beurteilungen zum Erhaltungszustand der Umweltbehörde der Europäischen Union gemeldet worden (Gebräuchliche Kurzbezeichnung (BfN)):
FFH-Lebensraumtypen nach Anhang I der EU-Richtlinie:
- 3140 Nährstoffarme bis mäßig nährstoffreiche kalkhaltige Stillgewässer mit Armleuchteralgen (Gesamtbeurteilung C)[43]
- 3150 Natürliche und naturnahe nährstoffreiche Stillgewässer mit Laichkraut oder Froschbiss-Gesellschaften (Gesamtbeurteilung B)[44]
- 3260 Fließgewässer mit flutender Wasservegetation (Gesamtbeurteilung C)[45]
- 6430 Feuchte Hochstaudenfluren (Gesamtbeurteilung C)[46]

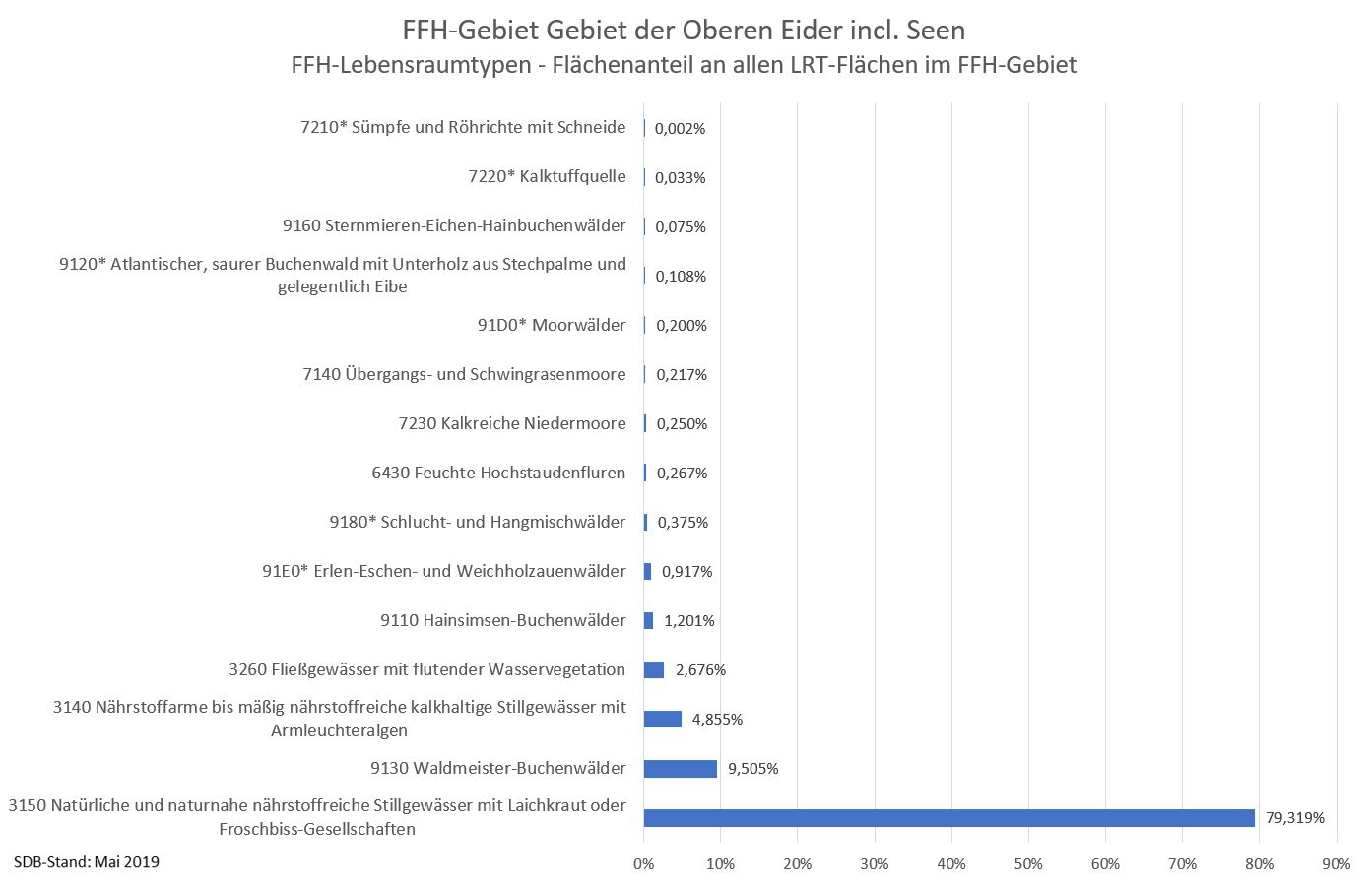
Diagramm 3: Flächenanteil FFH-LRT bezogen auf die LRT-Gesamtfläche

- Diagramm 3: Flächenanteil FFH-LRT bezogen auf die LRT-Gesamtfläche7140 Übergangs- und Schwingrasenmoore (Gesamtbeurteilung B)[47]
- 7210* Sümpfe und Röhrichte mit Schneide (Gesamtbeurteilung B)[48]
- 7220* Kalktuffquelle (Gesamtbeurteilung B)[49]
- 7230 Kalkreiche Niedermoore (Gesamtbeurteilung B)[50]
- 9110 Hainsimsen-Buchenwälder (Gesamtbeurteilung C)[51]
- 9120* Atlantischer, saurer Buchenwald mit Unterholz aus Stechpalme und gelegentlich Eibe (Gesamtbeurteilung A)[52]
- 9130 Waldmeister-Buchenwälder (Gesamtbeurteilung B)[53]
- 9160 Sternmieren-Eichen-Hainbuchenwälder (Gesamtbeurteilung C)[54]
- 9180* Schlucht- und Hangmischwälder (Gesamtbeurteilung B)[55]
- 91D0* Moorwälder (Gesamtbeurteilung C)[56]
- 91E0* Erlen-Eschen- und Weichholzauenwälder (Gesamtbeurteilung C)[57]

Arten gemäß Artikel 4 der Richtlinie 2009/147/EG und Anhang II der Richtlinie 92/43/EWG und diesbezügliche Beurteilung des Gebiets:
- 1016 Bauchige Windelschnecke (Gesamtbeurteilung B)[59]
- 1032 Bachmuschel (Gesamtbeurteilung B)[60]
- 1084 Eremit (Käfer) (Gesamtbeurteilung C)[61], im Nationalem Bericht 2019 unter dem Artencode 6966 geführt[62]

- 1149 Steinbeißer (Gesamtbeurteilung B)[63]
- 1166 Kammmolch (Gesamtbeurteilung C)[64]
- 1318 Teichfledermaus (Gesamtbeurteilung A + C)[65]
- 1323 Bechsteinfledermaus (Gesamtbeurteilung C)[66]
- 1355 Fischotter (Gesamtbeurteilung C)[67]
- 4056 Zierliche Tellerschnecke (Gesamtbeurteilung B)[68]

Gut die Hälfte der FFH-Gebietsfläche ist keinem FFH-Lebensraumtyp zugewiesen, siehe Diagramm 2. Bezogen auf die Fläche, die einem FFH-Lebensraumtyp zugeordnet ist, nehmen die drei Wasserlebensraumtypen 3140, 3150 und 3160 87 % der LRT-Fläche ein, gefolgt von knapp 10 % LRT 9230 Waldmeister-Buchenwald. Die restlichen 11 Lebensraumtypen belegen weniger als 3 % der LRT-Flächen, siehe Diagramm 3.

## FFH-Erhaltungsziele
Aus den oben aufgeführten FFH-Erhaltungsgegenständen werden als FFH-Erhaltungsziele von besonderer Bedeutung die Erhaltung folgender Lebensraumtypen und Arten im FFH-Gebiet vom Ministerium für Energiewende, Landwirtschaft, Umwelt und ländliche Räume des Landes Schleswig-Holstein erklärt:
- 3140 Nährstoffarme bis mäßig nährstoffreiche kalkhaltige Stillgewässer mit Armleuchteralgen
- 3150 Natürliche und naturnahe nährstoffreiche Stillgewässer mit Laichkraut oder Froschbiss-Gesellschaften
- 3260 Fließgewässer mit flutender Wasservegetation
- 7140 Übergangs- und Schwingrasenmoore
- 7210* Sümpfe und Röhrichte mit Schneide
- 7220* Kalktuffquelle
- 7230 Kalkreiche Niedermoore
- 9110 Hainsimsen-Buchenwälder
- 9120* Atlantischer, saurer Buchenwald mit Unterholz aus Stechpalme und gelegentlich Eibe
- 9130 Waldmeister-Buchenwälder
- 9160 Sternmieren-Eichen-Hainbuchenwälder
- 9180* Schlucht- und Hangmischwälder
- 91D0* Moorwälder
- 91E0* Erlen-Eschen- und Weichholzauenwälder
- 1016 Bauchige Windelschnecke
- 1032 Bachmuschel
- 1149 Steinbeißer
- 1318 Teichfledermaus
- 4056 Zierliche Tellerschnecke

Aus den oben aufgeführten FFH-Erhaltungsgegenständen werden als FFH-Erhaltungsziele von Bedeutung die Erhaltung folgender Lebensraumtypen und Arten im FFH-Gebiet vom Ministerium für Energiewende, Landwirtschaft, Umwelt und ländliche Räume des Landes Schleswig-Holstein erklärt:
- 6430 Feuchte Hochstaudenfluren
- 1166 Kammmolch
- 1084 Eremit (Käfer)
- 1323 Bechsteinfledermaus
- 1355 Fischotter

Somit sind in diesem FFH-Gebiet alle FFH-Lebensraumtypen und Arten als Erhaltungsziele übernommen worden.

## FFH-Analyse und Bewertung
Das Kapitel FFH-Analyse und Bewertung in den Managementplänen beschäftigt sich unter anderem mit den aktuellen Gegebenheiten des FFH-Gebietes und den Hindernissen bei der Erhaltung und Weiterentwicklung der FFH-Lebensraumtypen:
- Managementplan Teilgebiet Eidertal, Seite 32 bis 76.[70]
- Managementplan Teilgebiet Bissee bis Reesdorf, Seite 20 bis 34.[71]
- Managementplan Teilgebiet Bothkamper See, Seite 32 bis 34.[72]
- Managementplan Flächen der SHLF, Seite 12 bis 14.[73]

Die Ergebnisse fließen in den FFH-Maßnahmenkatalog ein.
Fast 90 % aller LRT-Flächen haben im Standard-Datenbogen eine gute Gesamtbeurteilung zugesprochen bekommen, siehe Diagramm 4. Der LRT 9120* Atlantischer, saurer Buchenwald mit Unterholz aus Stechpalme und gelegentlich Eibe hat eine ausgezeichnete Bewertung bescheinigt bekommen. Es handelt sich hier aber nur um 1,5 ha, das sind 1 ‰ der LRT-Flächen.
Bemerkenswert ist, dass der LRT 3150 Natürliche und naturnahe nährstoffreiche Stillgewässer mit Laichkraut oder Froschbiss-Gesellschaften mit 79 % der LRT-Fläche eine gute Gesamtbewertung erhalten hat. Im Regelfall erfüllen die Stillgewässer in ganz Deutschland selten die Vorgaben der EU-Wasserrahmenrichtlinie (WRRL).
Der ökologische Gesamtzustand gemäß WRRL der beiden größten Seen im FFH-Gebiet Gebiet der Oberen Eider incl. Seen wird mit Stand 2020 wie folgt bewertet:
- Westensee (692,37 ha): mäßig
- Bothkamper See (137,85 ha): mäßig

An dieser Einstufung hat sich seit 2004 nichts geändert (Stand Januar 2022).

## FFH-Maßnahmenkatalog
Der FFH-Maßnahmenkatalog im Managementplan führt neben den bereits durchgeführten Maßnahmen geplante Maßnahmen zur Erhaltung und Entwicklung der FFH-Lebensraumtypen im FFH-Gebiet an. Konkrete Empfehlungen sind in einer Maßnahmenkarte und manchmal zusätzlich in Maßnahmenblättern als Planungsmittel festgehalten.

### Managementplan Teilgebiet Eidertal
Der Managementplan Teilgebiet Eidertal enthält ausschließlich Maßnahmenbeschreibungen im Textteil. Die sonst übliche Maßnahmenkarte fehlt.

### Managementplan Teilgebiet Bissee bis Reesdorf
Der Managementplan Teilgebiet Bissee bis Reesdorf enthält neben den Maßnahmenbeschreibungen im Textteil je eine Maßnahmenkarte für den Flussabschnitt zwischen Bissee und der Gemeindegrenze zu Brügge, eine von der Gemeindegrenze zu Bissee bis nach Brügge und eine von Brügge nach Reesdorf. Dazu wurden noch 26 Maßnahmenblätter in tabellarischer Form zur Projektverfolgung veröffentlicht.

### Managementplan Teilgebiet Bothkamper See
Der Managementplan Teilgebiet Bothkamper See enthält neben den Maßnahmenbeschreibungen im Textteil je eine Maßnahmenkarte für die nördliche Hälfte und eine für die südliche Hälfte des Bothkamper Sees sowie eine weitere für den Hochfelder See mit Lütjensee. Dazu wurden noch 27 Maßnahmenblätter in tabellarischer Form zur Projektverfolgung veröffentlicht.

### Managementplan Flächen der SHLF
Der Managementplan Flächen der SHLF enthält neben den Maßnahmenbeschreibungen im Textteil eine Maßnahmenkarte und 7 Maßnahmenblätter in tabellarischer Form zur Projektverfolgung.

## FFH-Erfolgskontrolle und Monitoring der Maßnahmen
Eine FFH-Erfolgskontrolle und Monitoring der Maßnahmen findet in Schleswig-Holstein alle sechs Jahre statt. Die Ergebnisse des letzten Monitorings wurden am 24. Januar 2012 veröffentlicht (Stand Januar 2022).